# オオバノイノモトソウ
オオバノイノモトソウ（大葉井の許草、学名：Pteris cretica L.）は、イノモトソウ科イノモトソウ属のシダ植物。イノモトソウに似て大きい。世界の熱帯・亜熱帯域に分布し、日本でも山間ではごく普通に見かけるものである。園芸植物として栽培されることもある。

## 名称
和名は大葉のイノモトソウであり、イノモトソウより大型であることによる。欧米では観葉植物とされることもあり、英名は複数ある。例えば Cretan Fern、Ribbon Fern、Table Fern 等がそれであるが、Cretan Brake がよく使われる。なお、Brake はイノモトソウ属のシダ類一般を指す名である。
学名の種小名は「クレタ島の」の意である。
中国名は「大葉鳳尾蕨」「歐洲鳳尾蕨」または別名で「密脈鳳尾蕨」、韓国名では「큰봉의꼬리」と表記される。

## 分布・生育環境
日本では東北地方中部以西の本州から四国、九州に分布するが、小笠原諸島、琉球列島には産しない。世界的には熱帯から亜熱帯域に広く分布する。その範囲は朝鮮、台湾、中国、フィリピン、インドシナ、タイ、インド、ネパール、ヨーロッパ、アフリカ、南米に渡り、タイプ産地はクレタ島である。
山地の林床や山麓の林縁に普通に産する。やや陽の当たるところによく出現する。石灰岩地にもよく出現する。林道縁などには一面に出ることがある。

## 特徴
常緑性の草本。根茎は短く横たわり、匍匐するか斜めに立ち、密接して葉を出す。鱗片は褐色でほぼ線形、長さ5ミリメートル (mm) 。
葉は1回羽状複葉。葉柄は藁色から褐色か暗紫色までだが、基部ではほぼ黒色までに色づく。葉柄の長さは10 - 30センチメートル (cm) 、時に50 cmまである。ただし胞子葉の方が長い。栄養葉と胞子葉は形態的にはよく似ているが、胞子葉の方がはっきりと背が高く、また羽片の幅が狭い。葉身は頂羽片が明確なタイプの単羽状複葉で、全体としては長さ15 - 40 cm、幅は6 - 35 cm。羽片は細長い。
側羽片は2 - 5対あり、細長くなっていて基部は次第に狭まり、先端側は尾状に伸びて、縁は鋸歯縁で白いにかわ質になる。長さは普通12 cm程度だが、時に25 cmにも達する。胞子嚢群を生じる胞子葉の方が栄養葉よりも幅は狭く、胞子葉の幅は1 - 1.5 cm、胞子嚢を付けない栄養葉は幅1.5 - 3 cmになる。葉身は紙質から薄い革質で黄緑色。羽片の基部には短い柄があり、最下の羽片、あるいは2番目までの対で、その基部近くから下向けにやや小さい羽片を1つ出す。葉脈は二叉分枝で胞子嚢床では連結するが、それ以外では遊離する。
胞子嚢群は羽片の縁に沿って長く発達し、葉の表側が反転した形の偽苞膜に覆われる。偽苞膜はやや硬くて淡褐色。胞子葉は栄養葉よりも高く立ち上がる。

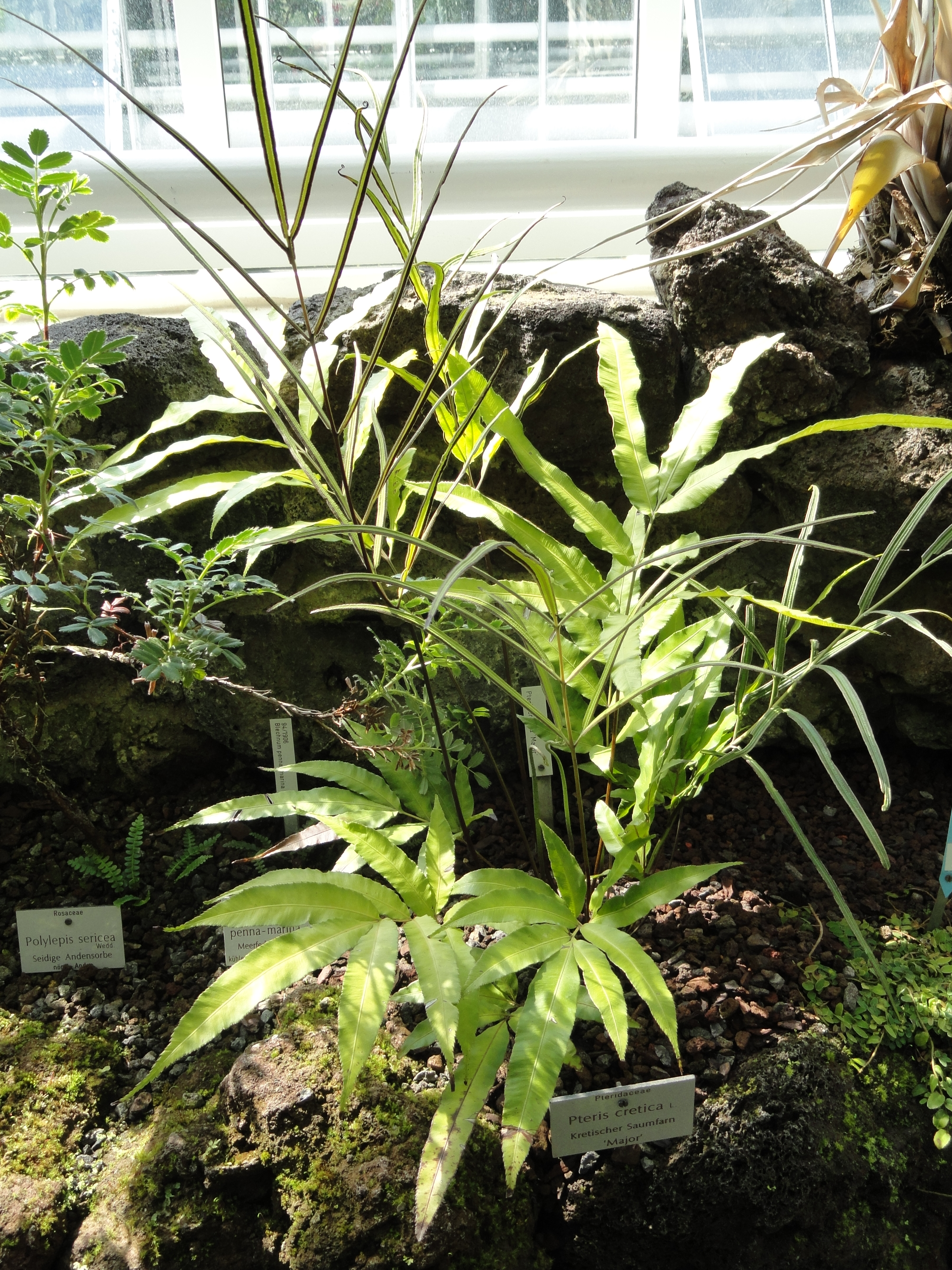
栄養葉と胞子葉（ミュンヘン植物園）
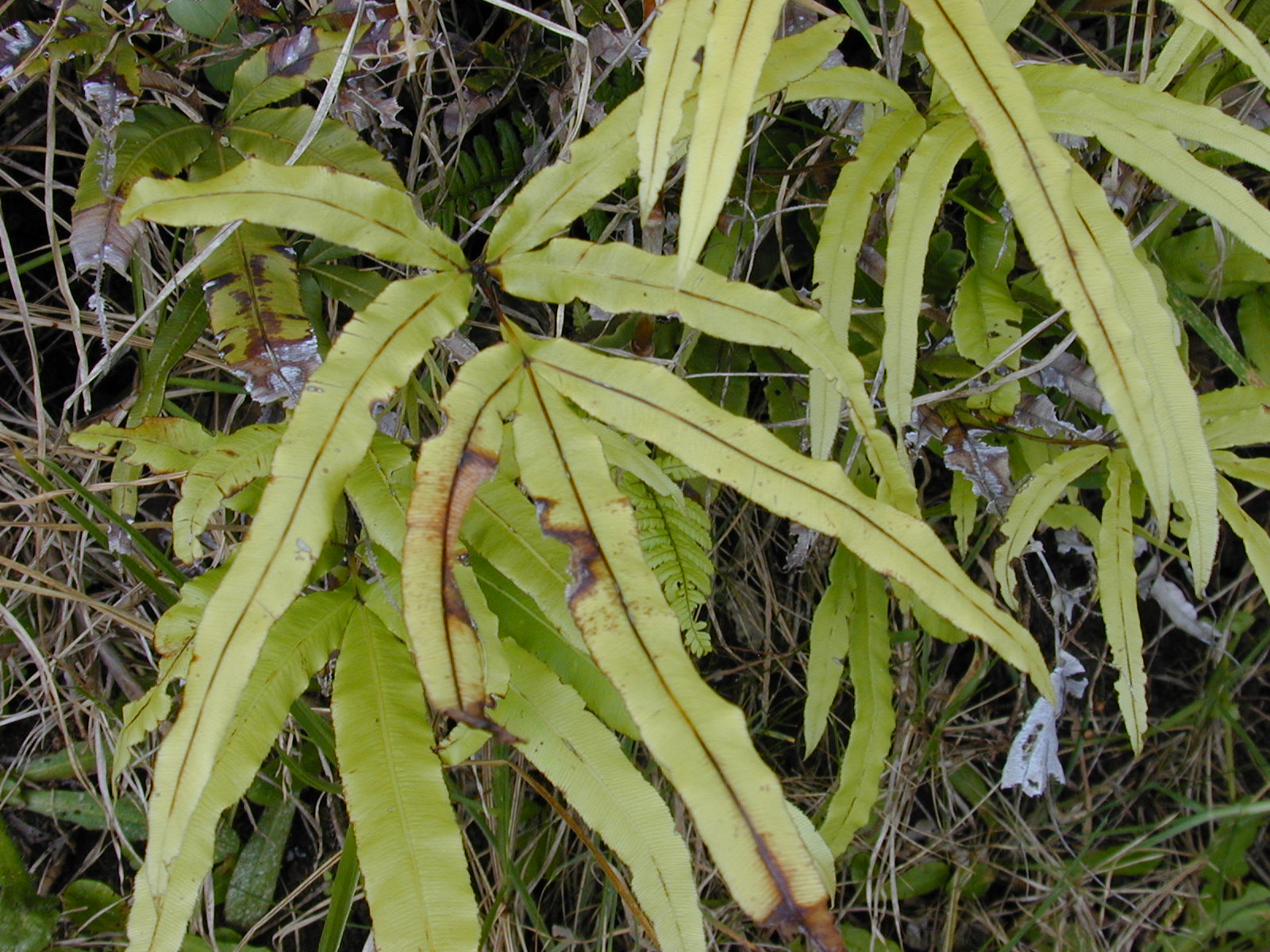
栄養葉（マウイ島）
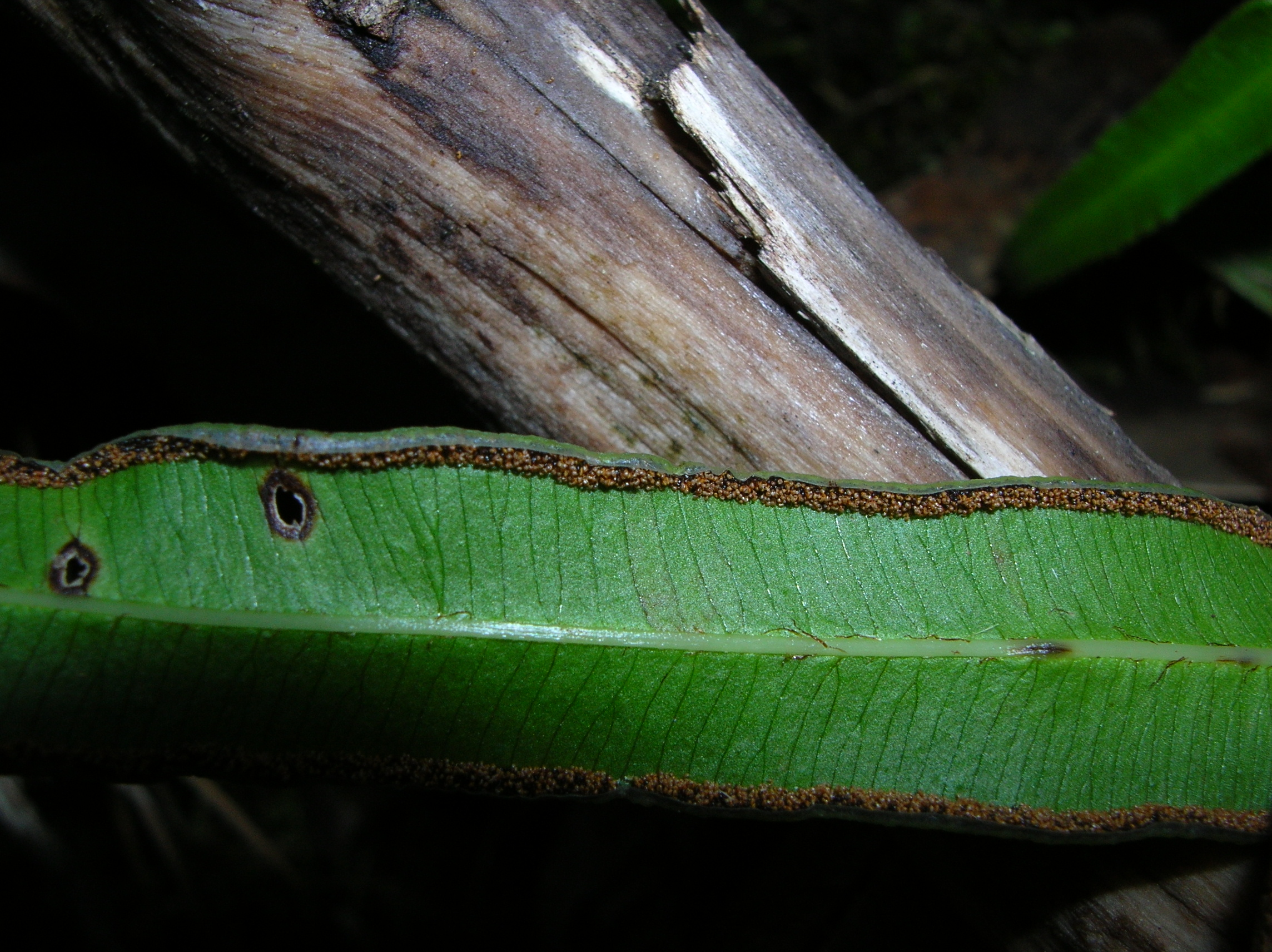
胞子嚢群と偽包膜

## 分類
本種は多形を含んでいる。染色体数では日本国内にはn=58のもの、2n=58の2倍体無融合生殖のもの、n=87の3倍体無融合生殖のものがある。中国などには2倍体有性生殖の型も知られる。無融合生殖をすることは19世紀より知られていたが、上記のように様々な生殖の型を含む複雑な種であると考えられている。またキドイノモトソウなど、近縁種の遺伝子を取り込んで、更に多様化が進んだことも知られている。

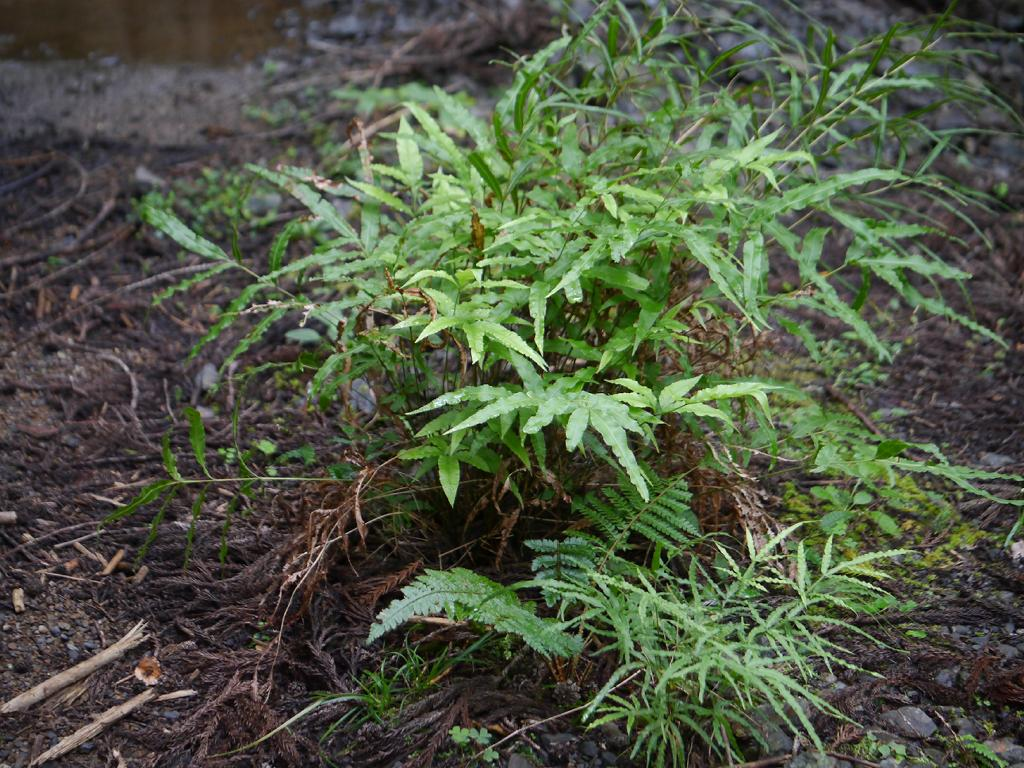
イノモトソウ（前）とオオバノイノモトソウ（後ろ）

羽片の様子では他の群にもイワガネゼンマイなど似たものが幾つかあるが、胞子嚢群の様子から他群との区別は容易。同属のものでは多くのものは側羽片や頂羽片が羽状に深裂する。それらが深裂しないイノモトソウやホコシダなどとは形がよく似ているが、本種はそれらより一回り大きく、また側羽片の対が多い（3-7対かそれ以上、イノモトソウなどはせいぜい3対）ことで判別できる。逆にモエジマシダは側羽片の数が20対以上と遙かに多い。マツザカシダとクマガワイノモトソウ、特に前者はやや大型になり、また羽片の幅が広く、本種の小型株とは区別が難しい場合もある。ちなみにマツザカシダは本種の変種 var. albo-lineata とされたことがある。本種との違いとしては上記の他に側羽片が鎌状に曲がることが上げられる。また、ナンピイノモトソウ P. ×austrohigoensis はクマガワイノモトソウと本種の雑種とされる。

## 利用
観葉植物として欧米ではよく栽培されており、多くの園芸品種が知られてるが、これらが本種から生じたものかどうかは、今後の検討が待たれている。また、マツザカシダには斑入りがあって日本でも栽培されるが、本種の斑入りとされるものも欧米にはある。これは19世紀にインドネシアから持ち込まれたとされるが、この種との関連での検討が必要とのこと。

### 園芸品種
園芸品種の代表的なものとして葉幅が広く、中斑が入るアルボリネアタ (cv. Albolineata) 、葉先が獅子葉になり、やはり中斑が入るクリスタタ (cv. Cristata) 、葉先が獅子葉になるウィルソニー (cv. Wilsonii) 等が挙げられる。
- パーケリ (Parkeri) - 葉の幅が広くなっている[10]。
- ウィルソニー (Wilsonii) - 羽片の先がとさか状になる[10]。
- ディスティンクション (Distinction) - 羽片の先は不規則に裂ける[10]。
- リバートニアナ (Rivertoniana) - ディスティンクション同様に、羽片の先が不規則に裂ける[10]。
- ウィムセッティー (Wimsettii) - 羽片の縁が不規則に裂ける、もしくは鋸状になって、先がとさか状になる[10]。

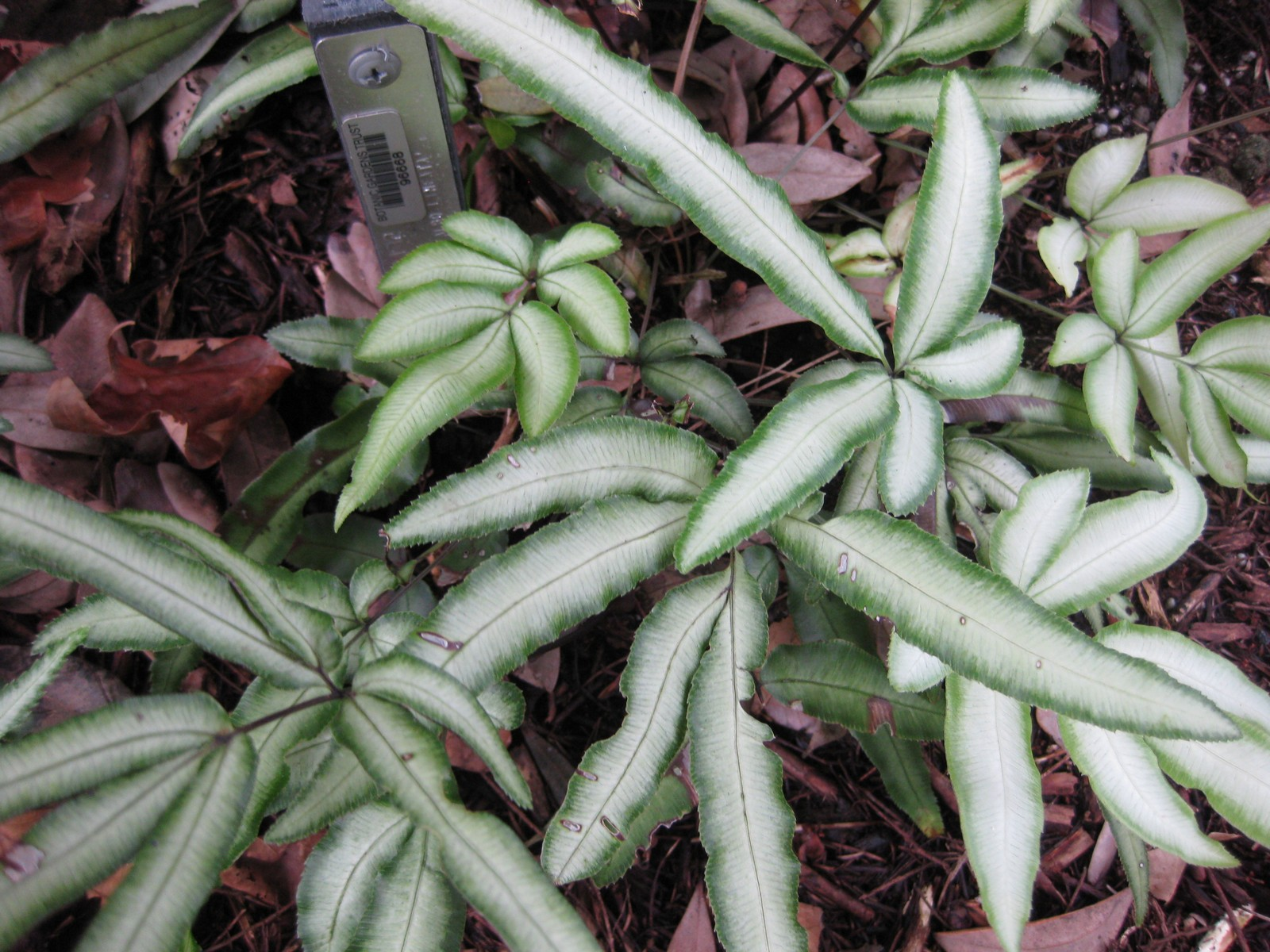
斑入り品
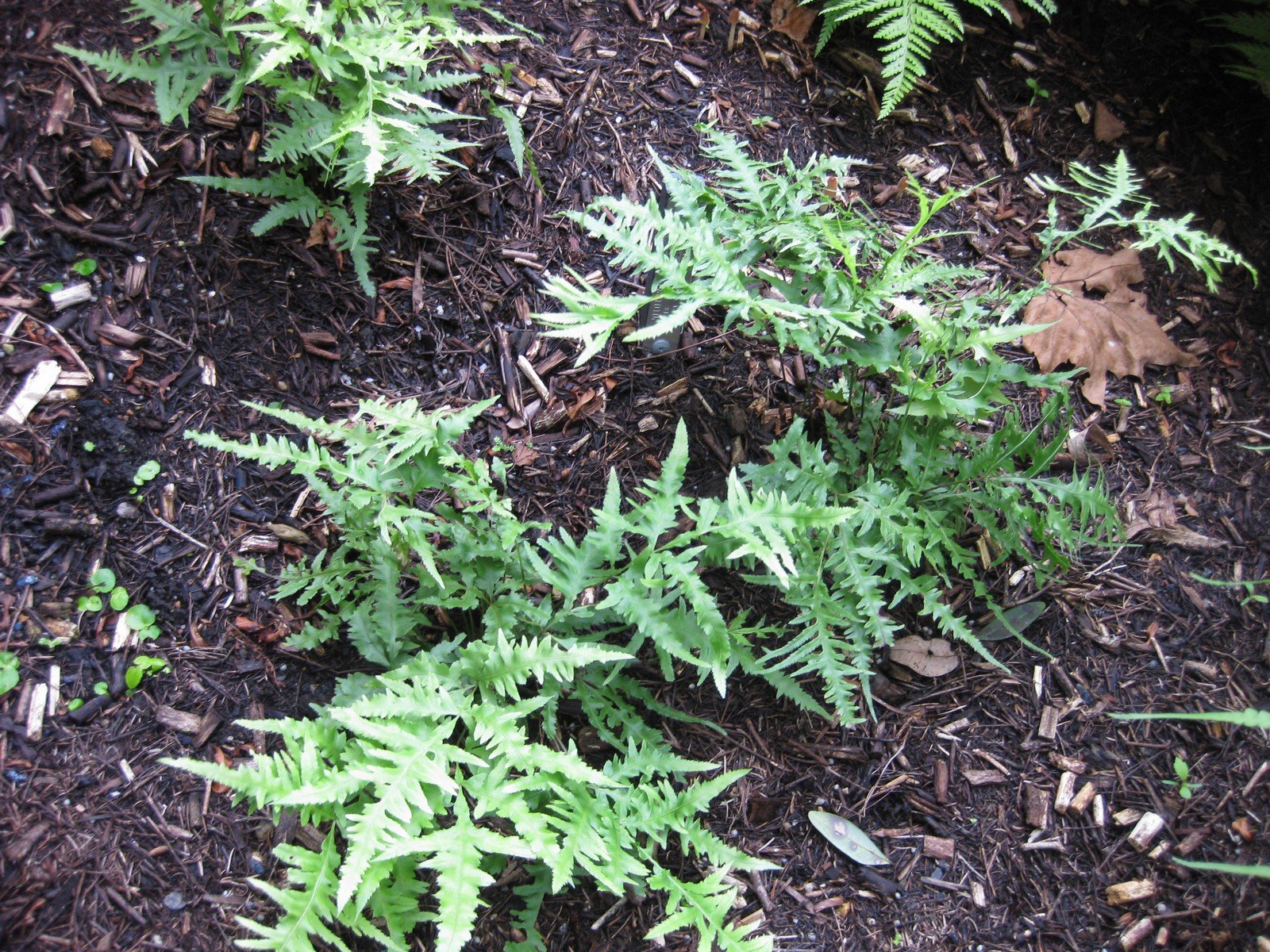
羽片縁が多数の突出を持つ物？
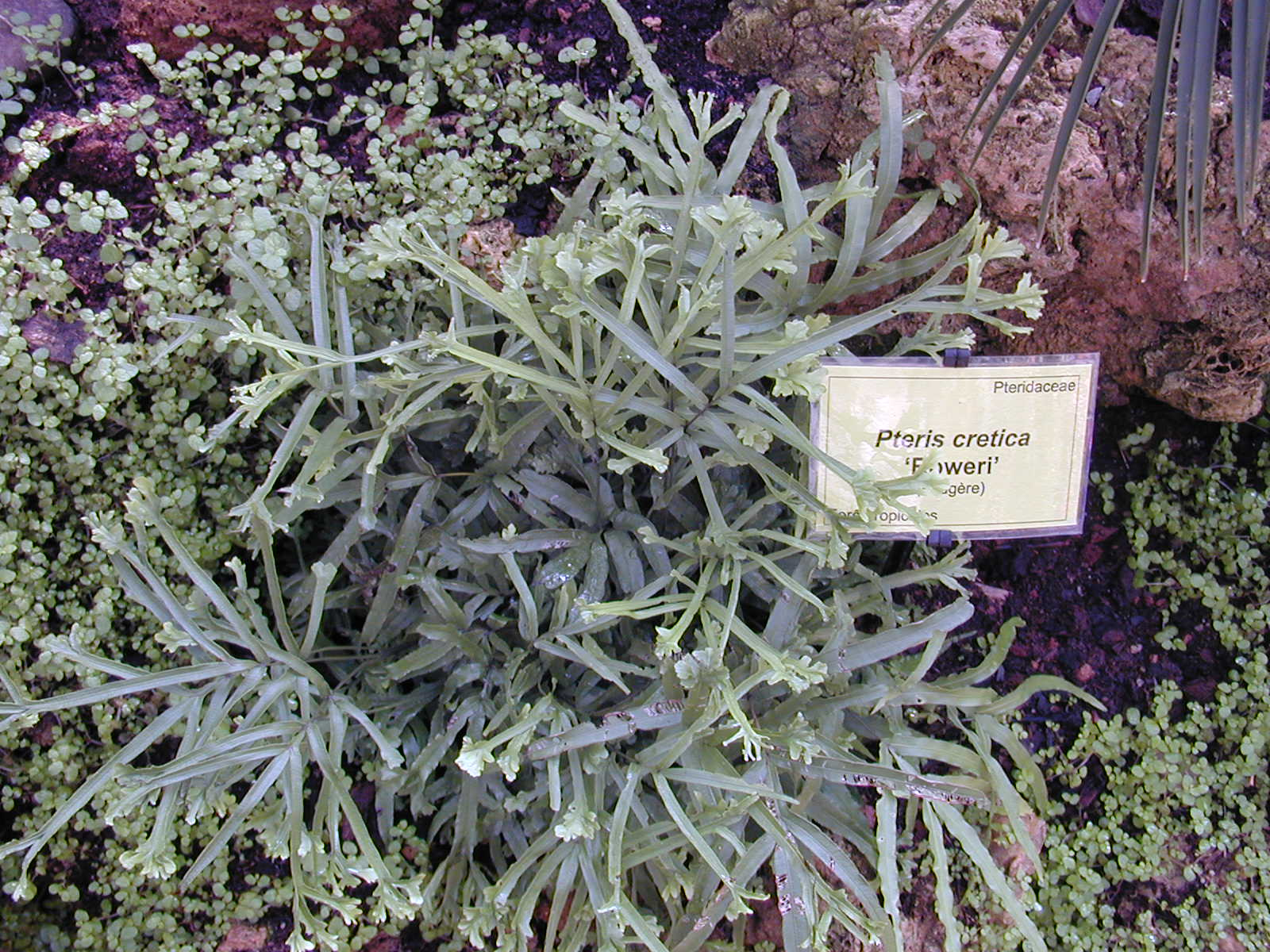
獅子葉のもの